# Вилхелм фон Зайн
Вилхелм фон Сайн (на немски: Wilhelm von Sayn; * ок. 1392; † ок. 1431, Ст. Агтенроде) е граф на Зайн, господар на Босут, Готешайн, Ст. Агтенроде, бургграф на Тьорнхаут, сенешал и дрост на Брабант.

## Произход
Той е четвъртият син на граф Йохан III фон Зайн († 1409) и съпругата муАделхайд фон Вестербург († 1367), дъщеря на Райнхард I фон Вестербург († 1353) и Бехта фон Фалкенщайн († 1342). Брат е на Герхард I († 1419), Райнхард († 1391), Еберхард (fl. 1409) и на Берта, абатиса на Кауфунген († 1442).

## Фамилия
Вилхелм се жени между 19 януари 1392 и 16 март 1392 г. за бургграфиня Катарина фон Шьонау-Шьонфорст († сл. 1418), вдовица на Вилхелм фон Хенин де Босу, дъщеря на Йохан фон Шьонфорст, бургграф на Моншау-Агтенроде, сенешал на Брабант († 1389) и съпругата му Маргарета Шайфарт фон Мероде († 1417). Те нямат деца.